# Villageois LVL 999
Villageois LVL 999 (LV999の村人, Lv999 no murabito) est une série de light novel japonais écrite par Hoshitsuki Koneko. Publiée du 14 juillet 2015 au 1er décembre 2018 comme une websérie sur le site Shōsetsuka ni narō, la série a depuis été publiée par l'éditeur Kadokawa avec des illustrations de Fuumi (ja) entre le 30 mai 2016 et le 25 janvier 2019, huit volumes ont été publiés,.
La série est adaptée en manga ; cette adaptation est prépubliée dans le magazine de prépublication Monthly Comp Ace, depuis le numéro de juillet 2017; le premier volume est sorti le 26 décembre 2017.

## Synopsis
Toutes les personnes qui naissent reçoivent une classe à la naissance. Leur classe, guerrier, héro, magicien, clerc, etc, va déterminer leur existence. Parmi ces classes, il existe la plus faible, la classe de villageois. Les villageois n'ont aucun pouvoir, ils sont protégés par les autres classes, Koji Kagami , était l'un d'entre eux. À 2 ans, Kagami a compris que ce qui permettait de vivre mieux était l'argent, et que tuer des monstres était le moyen le plus rapide pour gagner de l'argent. Il a donc passer 20 ans à tuer des monstres et a atteint le niveau 999.

## Productions et supports

### Manga
Une version française du manga éditée par Mana Books est annoncée pour juin 2023.

#### Liste des tomes
| no | Japonais         | Japonais          | Français         | Français          |
| no | Date de sortie   | ISBN              | Date de sortie   | ISBN              |
| -- | ---------------- | ----------------- | ---------------- | ----------------- |
| 1  | 26 décembre 2017 | 978-4-04-106300-2 | 1er juin 2023    | 979-10-355-0367-3 |
| 2  | 26 février 2018  | 978-4-04-106304-0 | 1er juin 2023    | 979-10-355-0368-0 |
| 3  | 25 juin 2018     | 978-4-04-107063-5 | 7 septembre 2023 | 979-10-355-0374-1 |
| 4  | 25 janvier 2019  | 978-4-04-107810-5 | 16 novembre 2023 | 979-10-355-0375-8 |
| 5  | 25 juillet 2019  | 978-4-04-108472-4 | 4 janvier 2024   | 979-10-355-0491-5 |
| 6  | 26 décembre 2019 | 978-4-04-108473-1 | 7 mars 2024      | 979-10-355-0505-9 |
| 7  | 26 mai 2020      | 978-4-04-109627-7 | 2 mai 2024       | 979-10-355-0520-2 |
| 8  | 26 octobre 2020  | 978-4-04-109628-4 | 4 juillet 2024   | 979-10-355-0538-7 |
| 9  | 26 février 2021  | 978-4-04-109629-1 | 5 septembre 2024 | 979-10-355-0551-6 |
| 10 | 26 août 2021     | 978-4-04-111673-9 | —                |                   |
| 11 | 26 février 2022  | 978-4-04-111799-6 | —                |                   |
| 12 | 26 août 2022     | 978-4-04-112850-3 | —                |                   |
| 13 | 25 février 2023  | 978-4-04-112851-0 | —                |                   |
| 14 | 26 mai 2023      | 978-4-04-113690-4 | —                |                   |
| 15 | 25 novembre 2023 | 978-4-04-113691-1 | —                |                   |
| 16 | 26 février 2024  | 978-4-04-113692-8 | —                |                   |

### Sources
1. ↑  « Lv999 no Murabito (Light-novel) », sur Nautiljon (consulté le 22 octobre 2022)
2. ↑  (ja) Hoshitsuki Koneko, « LV999の村人 1 », sur Amazon (consulté le 22 octobre 2022)
3. ↑  (ja) Hoshitsuki Koneko, « LV999の村人 8 », sur Amazon (consulté le 22 octobre 2022)
4. ↑  « LV999 no Murabito (Manga) », sur Nautiljon (consulté le 22 octobre 2022)
5. ↑  (ja) Hoshitsuki Koneko, « LV999の村人 (1) (角川コミックス・エース) コミック – 2017/12/26 », sur Amazon (consulté le 22 octobre 2022)
6. ↑  « Le manga Villageois LVL 999 annoncé par Mana Books », sur manga-news.com, 30 mars 2023 (consulté le 30 mars 2023)

### Édition japonaise

#### Manga
1. 1 2  (ja) « LV999の村人　（１） », sur Kadokawa Corporation (consulté le 15 mars 2024)
2. 1 2  (ja) « LV999の村人　（２） », sur Kadokawa Corporation (consulté le 17 mars 2024)
3. 1 2  (ja) « LV999の村人　（３） », sur Kadokawa Corporation (consulté le 18 mars 2024)
4. 1 2  (ja) « LV999の村人　（4） », sur Kadokawa Corporation (consulté le 18 mars 2024)
5. 1 2  (ja) « LV999の村人　（５） », sur Kadokawa Corporation (consulté le 18 mars 2024)
6. 1 2  (ja) « LV999の村人　（６） », sur Kadokawa Corporation (consulté le 19 mars 2024)
7. 1 2  (ja) « LV999の村人　（７） », sur Kadokawa Corporation (consulté le 19 mars 2024)
8. 1 2  (ja) « LV999の村人　（８） », sur Kadokawa Corporation (consulté le 19 mars 2024)
9. 1 2  (ja) « LV999の村人　（９） », sur Kadokawa Corporation (consulté le 19 mars 2024)
10. 1 2  (ja) « LV999の村人　（10） », sur Kadokawa Corporation (consulté le 19 mars 2024)
11. 1 2  (ja) « LV999の村人　（11） », sur Kadokawa Corporation (consulté le 19 mars 2024)
12. 1 2  (ja) « LV999の村人　(12) », sur Kadokawa Corporation (consulté le 19 mars 2024)
13. 1 2  (ja) « LV999の村人　（１３） », sur Kadokawa Corporation (consulté le 19 mars 2024)
14. 1 2  (ja) « LV999の村人　（１４） », sur Kadokawa Corporation (consulté le 19 mars 2024)
15. 1 2  (ja) « LV999の村人　（１５） », sur Kadokawa Corporation (consulté le 19 mars 2024)
16. 1 2  (ja) « LV999の村人　（１６） », sur Kadokawa Corporation (consulté le 19 mars 2024)

### Édition française

#### Manga
1. 1 2  « Villageois LVL 999 T01 », sur Mana Books (consulté le 15 mars 2024)
2. 1 2  « Villageois LVL 999 T02 », sur Mana Books (consulté le 15 mars 2024)
3. 1 2  « Villageois LVL 999 T03 », sur Mana Books (consulté le 15 mars 2024)
4. 1 2  « Villageois LVL 999 T04 », sur Mana Books (consulté le 15 mars 2024)
5. 1 2  « Villageois LVL 999 T05 », sur Mana Books (consulté le 15 mars 2024)
6. 1 2  « Villageois LVL 999 T06 », sur Mana Books (consulté le 15 mars 2024)
7. 1 2  « Villageois LVL 999 T07 », sur Mana Books (consulté le 11 mai 2024)
8. 1 2  « Villageois LVL 999 T08 », sur Mana Books (consulté le 26 juillet 2024)
9. 1 2  « Villageois LVL 999 T09 », sur Mana Books (consulté le 26 juillet 2024)